# Zé do Prato
José Antônio de Souza (Regente Feijó, 29 de abril de 1948 — São Paulo, 27 de janeiro de 1992) mais conhecido como Zé do Prato, foi um locutor de rodeio brasileiro.
Considerado o maior locutor de rodeios do Brasil, ele foi o criador do famoso jargão “Seguuura Peão!”. Tradicionalmente, fazia a abertura com a oração da Ave Maria e arrancava lágrimas dos presentes com seus versos improvisados. 

## Biografia
O "Anjo Negro", "O Grande Pai" do rodeio ensinou, com humildade, talento e credibilidade, ao Brasil amar e respeitar o rodeio.
O sucesso do rodeio no Brasil, deveu-se ao Zé do Prato. Ele conquistou o povo brasileiro e fez com que aprendessem a admirar o rodeio. A maneira de falar, o jeito de brincar e fazer amizade atraía grande público às arenas nas realizações dos espetáculos de rodeio.
Participou como um dos incentivadores da Festa do Peão de Americana, uma das maiores festas do peão do Brasil.
Com sua estrondosa voz, difundiu ao país a expressão "seguuuura, peãããão!" criada por ele, da qual dava garra aos peões e animava o público.
Foi considerado o maior locutor de rodeio de todos os tempos e um dos mais requisitados às locuções de rodeios em todo país, tendo sido contemplado com inúmeros prêmios, troféus e medalhas.
Apresentou diversos rodeios, entre eles, na arena coberta do Rancho Quarto de Milha de Presidente Prudente, considerada a maior da América Latina.
O apelido "Zé do Prato" surgiu quando fazia parte da fanfarra do grupo escolar Prof. José Domiciano Nogueira, de onde era estudante, localizado em sua cidade natal, por volta de 1960, onde tocava somente o instrumento prato.
Embora tenha-se notabilizado como locutor de rodeios, foi técnico de som na Rádio Regente, em Regente Feijó; desempenhou, na mesma cidade, a função de sonoplasta na radio difusora AM 1580 kHz. Foi vereador da cidade regentense no mandato de 1973 a 1977, quando já integrava a Cia. Rodeios Marca Estrela, animando as maiores festas do Brasil, que hoje são as festas de Americana, Colorado, Indaiatuba e Aparecida do Taboado.
Em sua cidade de origem, um estádio recebeu seu nome, onde realiza-se anualmente o Rodeio Zé do Prato, além de ter, também, emprestado seu nome a uma entidade ligada a rodeio da cidade de Cotia.

## Morte
Em 27 de dezembro de 1991, foi internado no Hospital Sírio-Libanês, em São Paulo, onde realizou uma cirurgia bem sucedida para sanar uma pancreatite. Durante a sua convalescença, foi acometido por infecção generalizada, falecendo numa UTI. aos 43 anos em 27 de janeiro de 1992 Foi sepultado na cidade de Piracicaba.